# Sokker Manager
Sokker Manager (Sokker.org) – darmowa polska gra przeglądarkowa z rodzaju managerów piłkarskich. Jej właścicielem jest spółka cywilna o tej samej nazwie, będąca pod kierownictwem Damiana Zaprzałka i zlokalizowana w Warszawie.
Została uruchomiona w 2004 roku, jako jedna z pierwszych gier udostępniających możliwość oglądania wizualizacji meczów w Adobe Flash Player. Ta promocja zagwarantowała grze szybką popularność. Początkowo Sokker Manager oferowany był tylko w języku polskim, następnie został przetłumaczony na anglojęzyczne wersje, później inne. W marcu 2009 roku liczba kont użytkowników przekroczyła 65 000, a platforma rozprzestrzeniła się do 36 języków.

## Opis strony
Użytkownik ma za zadanie operować swoim klubem piłkarskim wykorzystując do tego trenowanie zawodników, selekcjonowanie, edytor taktyk, przeprowadzanie transferów oraz utrzymywanie stadionu. Klub może posiadać także swoją szkółkę młodzików. Kiedy użytkownicy usuwają konto, ich drużyna staje się botem.
System ligowy każdego kraju składa się z dywizji. Liczba lig jest zależna od jej poziomu. Gra jest najpopularniejsza wśród polskiej społeczności. Polska dywizja jest największa i reprezentuje: A klasę, VI, V, IV, III, II ligę oraz Ekstraklasę. Drużyna, w momencie założenia konta przez użytkownika lokowana jest w klubie reprezentowanym wcześniej przez bota, zazwyczaj w najniższej lidze. Ze względu na to, że w polskiej dywizji w chwili obecnej aktywnych jest wiele botów, od wielu lat dywizja nie jest zwiększana.
Oprócz ligowych klubów piłkarskich w sokkerze jest też 98 reprezentacji narodowych.
Gracze posiadają możliwość korespondowania ze sobą poprzez wysyłanie wiadomości. Na portalu udostępnione jest także wielojęzyczne forum dla użytkowników.
Gracze wykupujący abonament Plus korzystają z serwisu na preferencyjnych warunkach. Wygodniejszą grę mogą oferować również niektóre darmowe programy programy takie jak np.: OSokker, SokkerViewer, Sokker 1 v 2.
W 2007 roku gra została udostępniona niezależnie pod domeną Sokker.cz. Pod tym adresem jest niezależnie rozwijana i kierowana szczególnie do Czecho-słowackiej społeczności. Użytkownicy często korzystają z tego serwera, aby zainstalować aplikację OSokker, której się nie da się bezpośrednio pobrać w standardowej wersji.